# Chakri
La dinastia Chakri (in thailandese ราชวงศ์จักรี, Ratchawong Chakkri; [râːt.tɕʰá.woŋ.tɕàk.kriː] ) è, dal 1782, 

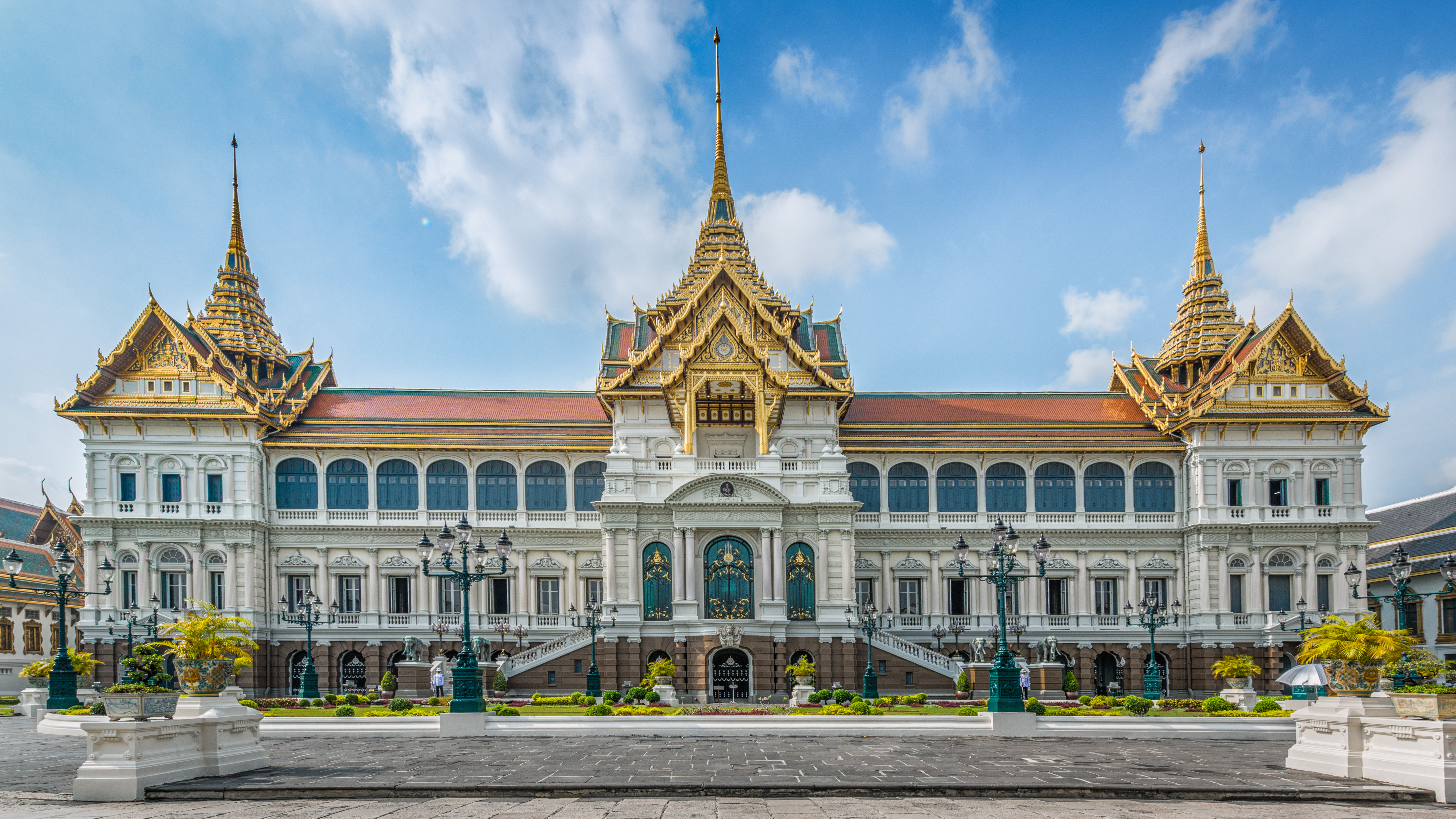
Il Grande Palazzo Reale, residenza reale dei sovrani thai dal 1785.

l'attuale dinastia regnante in Thailandia, già Regno del Siam.

## Etimologia
Prima di diventare re, Rama I era stato nominato Chao Phraya Chakri per i suoi meriti in battaglia dal precedente re Taksin, titolo che detenne per diversi anni. Quando fondò la dinastia, scelse come nome ed emblema della stessa il Chakri, composto dalle due armi delle divinità Shiva e Nārāyaṇa, quest'ultimo al pari di Buddha e Rāma è un avatar di Visnù, al quale i sovrani siamesi sono particolarmente devoti. Tali armi sono il disco dentato di Narayana, chiamato chakram e il tridente di Shiva, detto trisula e spesso abbreviato tri in lingua thai. Il nome coniato indica quindi la forza divina che anima il regno e i suoi sovrani, considerati dei cakravartin.

## Storia
Al pari dei precedenti regni siamesi di Sukhothai, Ayutthaya e Thonburi, lo Stato prese il nome della capitale Rattanakosin, uno dei primi nomi di Bangkok, e fu chiamato Regno di Rattanakosin. Mantenne tale denominazione fino alla rivoluzione siamese del 1932, quando il re Rama VII fu costretto a concedere la costituzione e il nuovo Stato mantenne il solo nome alternativo con cui era conosciuto: Regno del Siam. Nel 1939, i nazionalisti che governavano il Paese imposero che fosse chiamato Thailandia, non vedendo di buon occhio le origini cinesi del nome Siam.

### Rama I
regno dal 6 aprile 1782 al 7 settembre 1809 

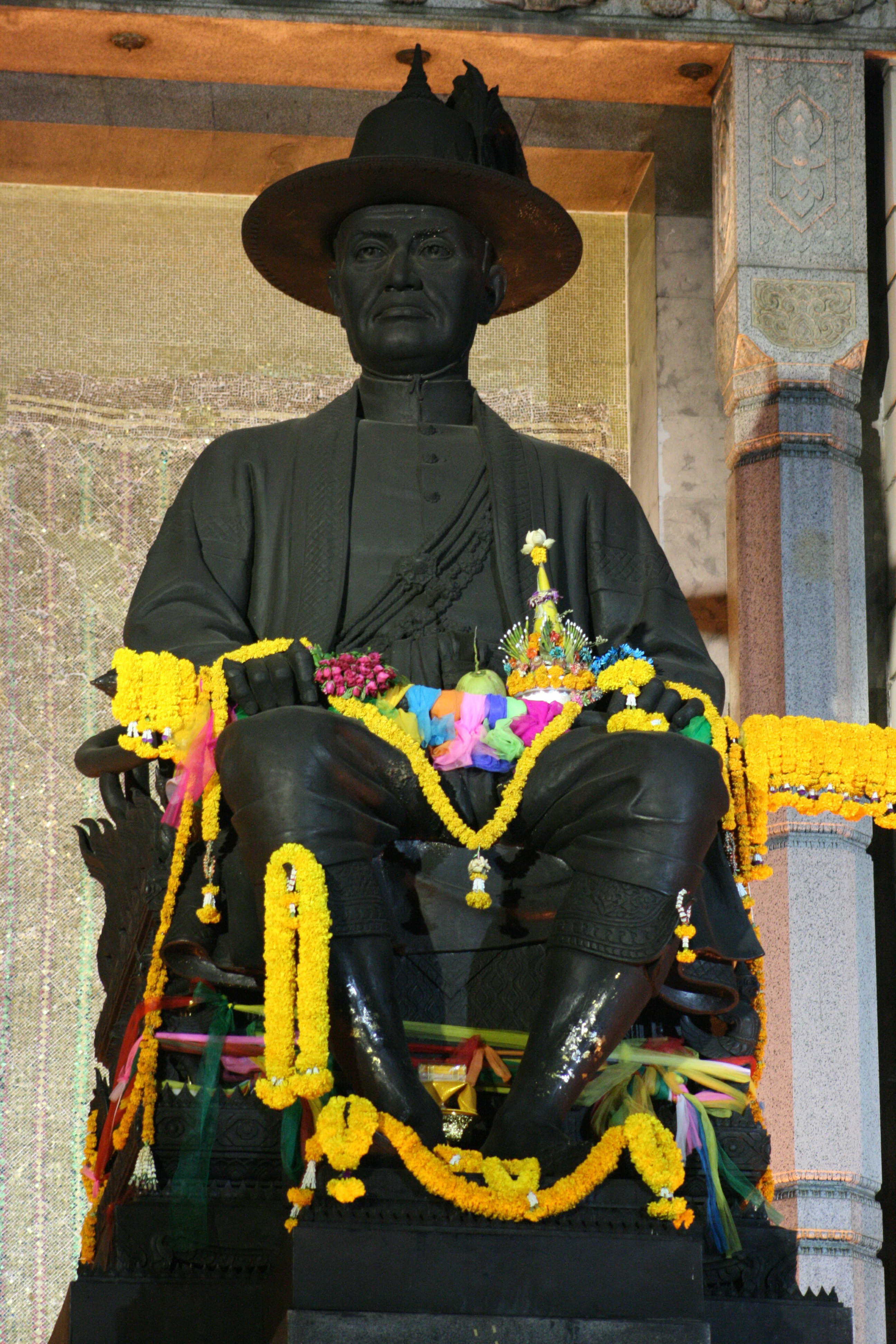
Re Rama I.

La dinastia venne fondata dal generale siamese Phraya Chakri. Dopo l'invasione dei birmani che avevano raso al suolo la capitale Ayutthaya e provocato la morte del sovrano Ekathat, il generale Taksin riorganizzò i siamesi e fu proclamato re di Thonburi dopo aver cacciato gli invasori. Spostò la capitale a Thonburi e con l'aiuto del generale Phraya Chakri riunificò il Siam, frantumatosi dopo la caduta di Ayutthaya. In seguito espanse notevolmente il Paese, conquistando i regni che costituivano gli odierni Stati di Laos e Cambogia. Nel 1780, il sovrano iniziò a dare segni di follia fino a quando nel 1782 venne deposto da una rivolta guidata dall'aristocrazia della capitale.
Phraya Chakri, impegnato nella campagna di occupazione della Cambogia, tornò a Thonburi alla testa del suo esercito, sedò la rivolta, giustiziò re Taksin e si proclamò nuovo sovrano con il nome di Phra Yot Fa, dando così inizio alla dinastia Chakri e al Regno di Rattanakosin. La capitale venne spostata da Thonburi alla riva opposta del fiume Chao Phraya, nella nuova città di Rattanakosin, il nucleo dell'odierna Bangkok, dove venne eretto il Grande palazzo reale. Il sovrano, che avrebbe ricevuto il nome postumo di Rama I, stabilizzò le conquiste del periodo di Thonburi. Respinse diverse invasioni birmane, in particolare quella del 1815, conosciuta come guerra dei nove eserciti, tante furono le armate birmane che attaccarono diversi obiettivi impiegando un totale di 144.000 uomini.

### Rama II
regno dal 7 settembre 1809 al 21 luglio 1824 
Con il suo successore Loetla, il Siam si stabilizzò come una delle principali potenze del sud-est asiatico, anche se aumentò la penetrazione coloniale dei britannici, che nel 1786 avevano ottenuto in affitto l'isola malese di Penang e nel 1819 fondarono la colonia di Singapore. Il regno di Loetla, che a sua volta avrebbe ricevuto postumo il titolo di Rama II, fu all'insegna della pace e fu conosciuto come l'età dorata della letteratura di Rattanakosin. Il sovrano stesso fu un poeta e un'artista, oltreché il patrono di diversi letterati.
In campo politico Loetla non ebbe il carisma del padre, si limitò ad un ruolo cerimoniale e demandò l'amministrazione a potenti clan aristocratici di Bangkok. Tra questi si mise in luce quello dei Bunnag, i cui discendenti di origini persiane erano già stati ai vertici dei ministeri nel periodo di Ayutthaya ed il suo capostipite aveva stretto un forte rapporto di alleanza politica e di parentela con Rama I avendo sposato la sorella della regina consorte, madre di Loetla.

### Rama III
regno dal 21 luglio 1824 al 2 aprile 1851 

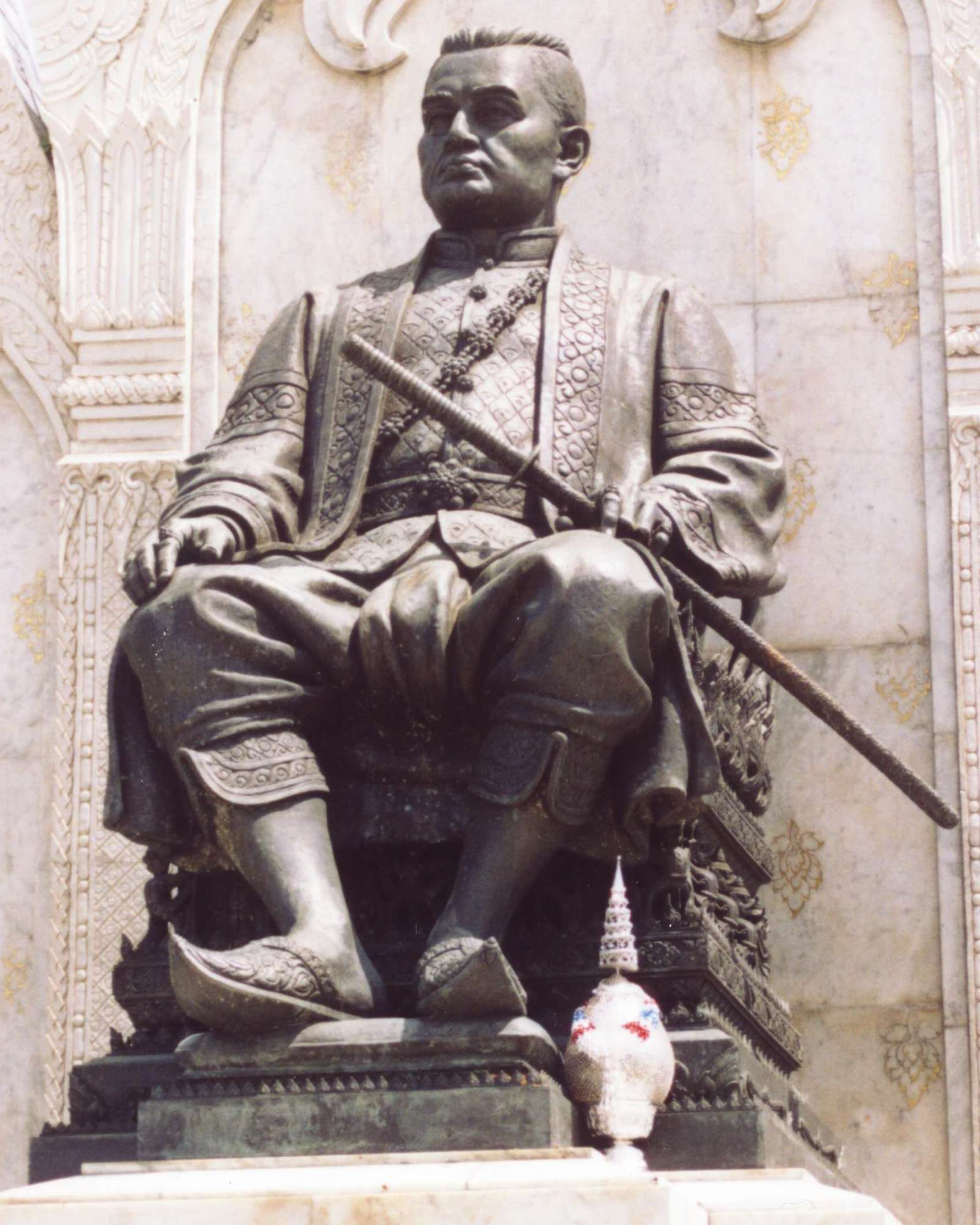
Re Rama III.

Alla morte di Rama II gli succedette sul trono nel 1824 il figlio Nangklao, detto anche Jessadabodindra. Al contrario del padre, Nangklao partecipò attivamente all'amministrazione che fu per il resto egemonizzata dal clan dei Bunnag. Mantenne una politica di equilibrio in un periodo in cui l'Impero britannico estese i suoi possedimenti coloniali nella regione sconfiggendo i birmani nel 1826 nella prima guerra anglo-birmana. Quello stesso anno siglò con i britannici in febbraio un accordo militare in funzione anti-birmana e in giugno il trattato Burney che regolamentava i rapporti tra i due Paesi e la rispettiva sfera d'influenza sui sultanati malesi a sud.
Tali accordi rappresentano la riapertura del Siam ai rapporti con l'Occidente, interrotti nel 1688 con la rivoluzione scatenatasi alla morte di re Narai. Nel 1833 fu sottoscritto il trattato di amicizia e commercio siamese-americano con gli Stati Uniti. Durante il suo regno venne incrementato il commercio con la Cina, mentre il missionario americano James Law introdusse l'uso della stampa per la lingua siamese.
Nei primi anni di regno Rama III fece soffocare la rivolta del re Anuvong ed annetté al Siam il Regno di Vientiane, fino ad allora vassallo. Vientiane fu rasa al suolo e centinaia di migliaia di laotiani furono deportati in Siam, andando a popolare i territori dell'odierno Isan, fino ad allora quasi deserti. Negli anni successivi vi furono due lunghi conflitti con il Vietnam per la supremazia sulla Cambogia che ebbero fine nel 1846 con un trattato di pace con il quale le due potenze si spartitono il controllo della Cambogia e il re khmer Ang Duong si impegnò a versare tributi sia al Siam che al Vietnam.

### Rama IV
regno dal 3 aprile 1851 al 1º ottobre 1868 
A Phra Nangklao succedette il fratellastro Phra Chom Klao - Rama IV, detto anche Mongkut: per molti anni monaco buddhista, erudito in sanscrito, pali, latino e inglese, salì al trono nel 1851. Le competenze linguistiche gli permisero di stabilire relazioni diplomatiche con l'occidente, firmò importanti accordi commerciali con numerosi paesi europei e modernizzò l'istruzione. Portò il paese nella sfera d'influenza dei britannici, che avevano sconfitto la Cina e la Birmania, riuscendo a mantenere l'indipendenza del Siam.
Come il padre Rama II, anche Mongkut non prese molte decisioni in campo politico e si limitò ad un ruolo cerimoniale affidando l'amministrazione all'aristocrazia, in particolar modo ai Bunnag Non riuscì a portare a termine tutte le riforme che si era proposto, ostacolato dalla nobiltà siamese conservatrice, ma trasmise agli eredi la consapevolezza di quanto fossero necessarie tali riforme per garantirsi l'autonomia dagli Stati europei e fare del Siam un Paese progredito.

### Rama V
regno dal 1º ottobre 1868 al 23 ottobre 1910 

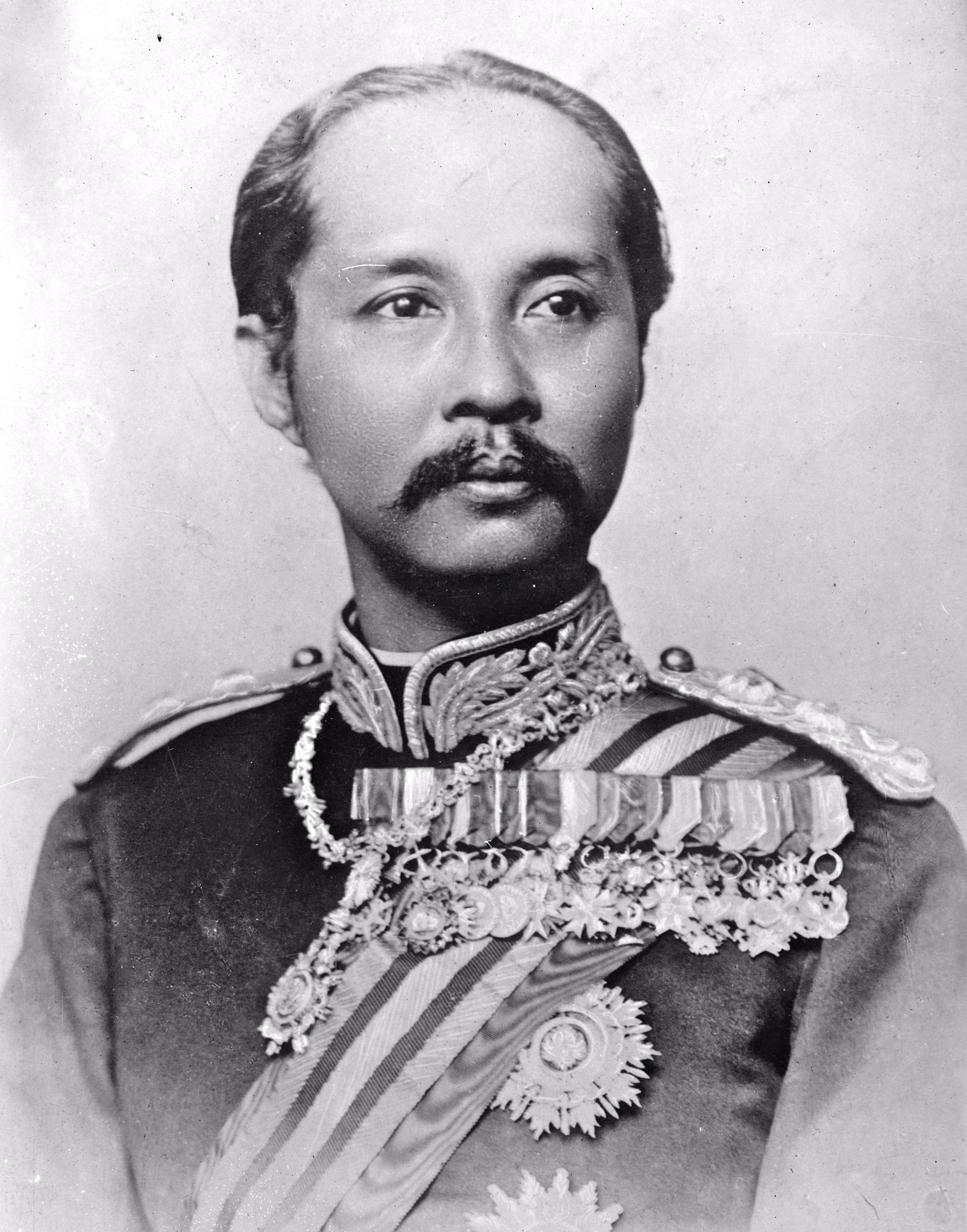
Re Rama V.

Chulalongkorn - Rama V venne incoronato nel 1868 e fu un re di grande personalità, rilanciò il ruolo del sovrano accentrando nelle proprie mani il potere. Con la prima legge che emanò, furono poste sotto il controllo reale tutte le entrate fiscali, una grossa parte delle quali era appannaggio del Palazzo Davanti e degli aristocratici. Accentrò anche il potere legislativo, fino ad allora controllato dal Consiglio di Stato formato da rappresentanti della monarchia e dei nobili.
Continuò sulla strada delle riforme intrapresa dal padre, modernizzando l'amministrazione e la giustizia: vennero creati i primi servizi postali (1885), le prime ferrovie (1893), le accademie militare e navale e il primo istituto superiore di istruzione, che sarebbe poi diventata la prima università nel regno del suo successore. Rama V abolì la schiavitù e le corvée nel 1895, introdusse le banconote nel 1902 e il sistema decimale nel 1908. Non poté evitare di perdere il controllo del Laos e della Cambogia, cedute all'Indocina francese, e le zone di confine con la Birmania britannica, garantendo in tal modo l'indipendenza del Paese, l'unico nel sudest asiatico a non cadere sotto il dominio coloniale. Per la sua opera, il sovrano è tuttora oggetto di venerazione in Thailandia, sue statue sono diffuse ovunque nel Paese ed il 23 ottobre, anniversario della sua morte, è festa nazionale.

### Rama VI
regno dal 23 ottobre 1910 al 25 novembre 1925 
Vajiravudh Klao Mongkut - Rama VI, figlio del predecessore, salì al trono nel 1910, dopo aver studiato in Inghilterra, laureandosi a Oxford. Proseguì l'opera di rinnovamento del Paese intrapresa dai due predecessori ed istituì, fra le altre cose, l'istruzione obbligatoria. Nel 1912 subì un fallito colpo di Stato da parte dell'esercito. Con Vajiravudh fu inaugurato nel 1916 il nuovo sistema di denominazione dinastica, il sovrano assunse il nome di Rama VI, stabilendo per i suoi predecessori i nomi postumi di Rama I e Rama II ecc. Il nome Rama è il diminutivo di Ramathibodi, fondatore del Regno di Ayutthaya, e rievoca quello della divinità induista Rāma, settimo avatar del dio Visnù, che in questa forma si manifesta come regale principe che risolleva le sorti morali dell'umanità. Nel 1918 il sovrano inviò un contingente siamese a combattere in Francia a fianco delle potenze alleate nella prima guerra mondiale.

### Rama VII
regno dal 25 novembre 1925 al 2 marzo 1935 
Rama VI non ebbe figli maschi e gli successe nel 1925 il fratello minore Prajadhipok - Rama VII, chiamato anche Pokklao. Malgrado i suoi notevoli sforzi profusi per risollevare il Paese, fu travolto dalla crisi economica dovuta alle eccessive spese sostenute dallo Stato nei regni dei sovrani precedenti e alla grande depressione che seguì la crisi di Wall Street del 1929. Ne approfittarono i militari, che organizzarono un colpo di Stato noto come rivoluzione siamese del 1932 e lo costrinsero a concedere la Costituzione, accettando la monarchia costituzionale. Nel 1934 il re proibì la poligamia e l'anno successivo abdicò, in aperto contrasto con la gestione autocratica del potere da parte dei militari. Scelse di vivere in esilio in Gran Bretagna, dove morì nel 1941.

### Rama VIII
regno dal 2 marzo 1935 al 9 giugno 1946 
Anche Rama VII non ebbe figli maschi e alla sua abdicazione il governo chiamò a succedergli sul trono il nipote Ananda Mahidol - Rama VIII. Fu dichiarato re il 2 marzo 1935, a soli 10 anni, ed il parlamento nominò alcuni reggenti fino a che non raggiunse la maggiore età nel 1945. Il 24 giugno 1939 il paese prese il nome di Thailandia. La scelta fu della giunta militare nazionalista che scelse un nome di origine tai, sostituendo il precedente Siam, di origine cinese.
Nel dicembre del 1945 Ananda Mahidol rientrò dalla Svizzera, dove aveva studiato assieme al fratello minore Bhumibol, ed iniziò a regnare confortato dall'amore del suo popolo, felice di riavere un re in patria dopo tanti anni. Fu assassinato il 9 giugno 1946 in circostanze mai chiarite, senza aver avuto il tempo di essere incoronato.

### Rama IX
regno dal 9 giugno 1946 ad 13 ottobre 2016 
Lo stesso giorno della morte del fratello ascese al trono Bhumibol Adulyadej - Rama IX, la cui cerimonia di incoronazione avvenne nel 1950. Sin dagli inizi del suo regno si registrò un progressivo indebolimento del sistema parlamentare, segnato dal susseguirsi di colpi di Stato e nuove costituzioni del regno. Nel 1957 vi fu il colpo di Stato che assegnò il potere a Sarit Thanarat e pose fine alla carriera di Pibulsonggram, uno dei protagonisti degli eventi del 1932. Il dittatore Sarit riconsegnò alla monarchia buona parte dei poteri persi nel 1932, e diede grande impulso alla penetrazione statunitense nel Paese per contrastare i timori sollevati in Thailandia dalla guerra del Vietnam e dall'espansione dei movimenti comunisti.
Nel 1973, una serie di imponenti manifestazioni popolari portarono alle dimissioni del dittatore Thanom Kittikachorn, dando il via ad un breve periodo di democrazia che fu soffocato con il massacro dell'Università Thammasat nel 1976. Nell periodo che seguì, la repressione in Thailandia arrivò a livelli preoccupanti. Nel 1991 un nuovo golpe militare portò al potere il generale Suchinda Kraprayoon, il quale abrogò la costituzione, creando un Consiglio Nazionale per il mantenimento dell'ordine. Nel 1992, dopo lunghe e dure dimostrazioni popolari in cui persero la vita molti manifestanti, il regime militare fu costretto a indire libere elezioni in seguito alle quali si insediò un governo civile.
Particolarmente attivo sulla scena sociale e politica, anche grazie al suo vasto patrimonio personale, che gli consentì di intervenire con opere pubbliche e di sostegno alla popolazione, Rama IX favorì il 19 settembre 2006 un nuovo colpo di Stato militare guidato dal generale Prapart Sakuntanak, che pose fine al governo del magnate delle telecomunicazioni Thaksin Shinawatra, costringendolo a fuggire in esilio. La successiva restaurazione del regime democratico e le elezioni del 2007 hanno segnato però il ritorno al governo dei fedelissimi di Shinawatra, spingendo nel 2008 i sostenitori della casa reale ad una nuova rivolta che ha portato il consiglio costituzionale a sciogliere il partito di governo accusandolo di brogli elettorali. È stato quindi nominato un nuovo governo ostile ai fedeli di Shinawatra i quali, forti della vittoria alle elezioni del 2007, hanno inscenato vibranti proteste che hanno raggiunto culmine nell'aprile 2010, quando la violenta repressione dell'esercito ha provocato la morte di 87 tra dimostranti, militari e reporter.

A seguito delle reiterate proteste popolari, il governo e lo stato maggiore dell'esercito hanno acconsentito alle nuove elezioni tenutesi nel 2011, in cui ha trionfato la sorella di Thaksin, Yingluck Shinawatra. Dopo alcuni mesi di dure proteste anti-governative, che chiedevano le dimissioni del primo ministro perché rappresentava gli interessi del deposto fratello, nel maggio del 2014 Yingluck è stata destituita dalla Corte Costituzionale. L'accusa è stata "abuso del potere politico a fini personali", per aver rimosso dall'incarico nel 2011 l'ex capo del Consiglio di sicurezza nazionale ed averlo sostituito con un proprio parente. Con tale sentenza sono stati destituiti anche tutti gli altri ministri in carica quando successe il fatto. La situazione creatasi ha riportato nelle piazze anche le camicie rosse pro-Thaksin del Fronte Unito per la Democrazia contro la Dittatura, che si sono dichiarate pronte a lottare per ottenere a breve nuove elezioni.

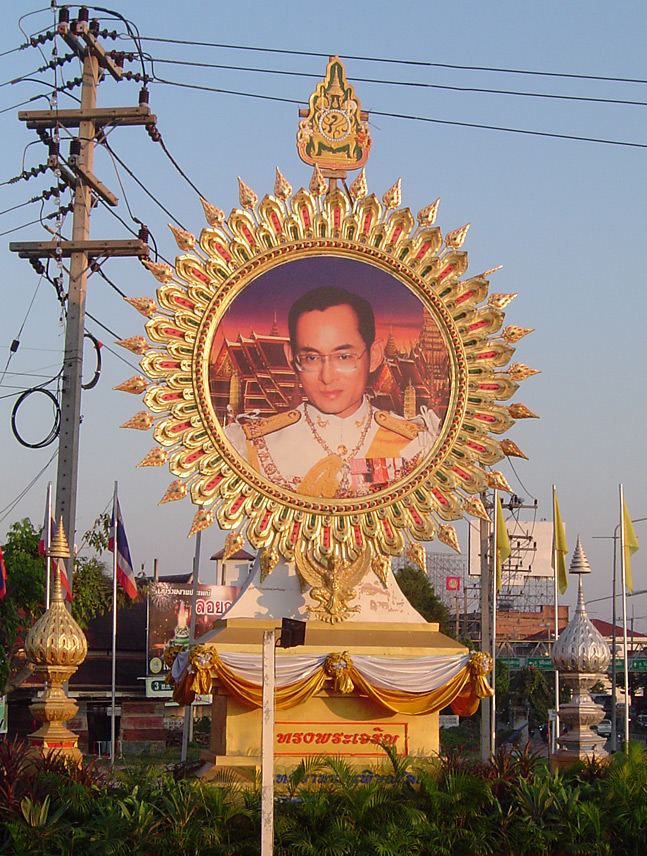
Monumento dedicato al sovrano in una strada della Thailandia.

Con l'acutizzarsi della tensione, il 20 maggio 2014 l'esercito ha dichiarato una legge marziale con l'intento di trovare una soluzione alla crisi. Il provvedimento è stato l'anticamera del colpo di Stato che i militari thailandesi hanno effettuato il successivo 22 maggio. La costituzione è stata soppressa, il governo ad interim è stato sciolto, è entrato in vigore il coprifuoco sul territorio nazionale dalle 22 alle 5 e i dimostranti di entrambi gli schieramenti sono stati invitati a disperdersi. L'intervento militare è avvenuto dopo che, a partire dall'inizio delle proteste in novembre, 28 persone hanno perso la vita e 700 sono state ferite in scontri e attentati collegati alle proteste. Si tratta del 19º tentativo di colpo di Stato nel Paese dopo l'istituzione della monarchia costituzionale nel 1932. In questa delicata fase della politica nazionale, il sovrano non è intervenuto come aveva spesso fatto in precedenza, probabilmente per motivi di salute che lo ostacolano.
A partire dal 2004 si sono aggravati alcuni problemi di salute del re, che ha dovuto spesso farsi ricoverare per mal di schiena, malattia di Parkinson e depressione, trovandosi costretto a disertare eventi ufficiali che normalmente presiedeva. Dal settembre del 2009 si trovava ricoverato presso l'ospedale Siriraj di Bangkok, in seguito ad un grave attacco di polmonite, e lasciava la struttura solo occasionalmente per presenziare ad eventi particolarmente importanti. La sua età avanzata e le precarie condizioni di salute hanno innescato in Thailandia un dibattito sulla sua successione; molti dei suoi sudditi temono che l'erede al trono, principe Vajiralongkorn, non abbia il carisma e la statura politica del padre. Temono inoltre che, alla luce della precaria stabilità del Paese dovuta alle lotte politiche degli ultimi anni, si prospettino tempi difficili per la Thailandia dopo la morte di Bhumibol, che con la sua personalità ha contribuito in modo determinante a tenere unito il Paese. È deceduto il 13 ottobre 2016, dopo lunga malattia.

### Rama X
regno dal 13 ottobre 2016 
Dopo la morte di Rama IX, avvenuta il 13 ottobre 2016, l'erede designato Vajiralongkorn non accettò subito la nomina regale, affermando di non essere pronto e di aver bisogno di tempo per decidere. Si creò, così, una situazione di interregno, durante la quale esercitò l'ufficio di reggente il presidente del Consiglio privato del re, Prem Tinsulanonda.
Il 1º dicembre 2016 Vajiralongkorn accettò la nomina a sovrano e assunse il nome di regno di Rama X; con tale atto la successione ha avuto valore retroattivo alla data della morte di Rama IX.

## Albero genealogico
```
SAR 
Mahidol Adulyadej
 principe di Songkhla (1892-1929)
= SAR principessa 
Srinagarindra
 (1900-1995)
|
|- SAR 
Galyani Vadhana
, principessa di Naradhiwas (1923-2008)
| = Aram Rattanakul Serireongri (1920-1982)
| = SA principe 
Varananda Dhavaj
 (1922-1990)
|
|- 
Ananda Mahidol
 - Rama VIII
 (1925-1946)
|
|- 
Bhumibol Adulyadej
 - Rama IX
 (1927-2016) 
   = 
Sirikit
 (1932-...)
   |
   |- principessa 
Ubolratana Rajakanya
 (1951-...)
   |
   |- 
Vajiralongkorn
 - Rama X
 (1952-...)
   |  = 
Soamsavali Kitiyakara

   |  |
   |  |- SAR principessa 
Bajrakitiyabha
 (1978)
   |
   |  = Yuvadhida Polpraserth
   |  |
   |  |- SAS principe Juthavachara Mahidol (1979)
   |  |
   |  |- SAS principe Vacharaeson Mahidol (1981)
   |  |
   |  |- SAS principe Chakriwat Mahidol (1983)
   |  |
   |  |- SAS principe Vacharawee Mahidol (1985)
   |  |
   |  |- SAR principessa 
Sirivannavari Nariratana
 (1987)
   | 
   |  = 
Srirasmi Suwadee

   |  |
   |  |- SAR principe 
Dipangkorn Rasmijoti
 (2005)
   |
   |- SAR la principessa reale 
Sirindhorn
 (1955-...)
   |
   |- SAR la principessa 
Chulabhorn Walailak
 (1957-...)
      = Virayudh Tishyasarin
     |
     |- SAR principessa Siribhachudabhorn (1982-...)
     |
     |- SAR principessa Aditayadornkitikhun (1984-...)
```